# Margery Corbett Ashby
Margery Irene Corbett Ashby (Sussex, 19 de abril de 1882 - Sussex, 22 de maio de 1981) foi uma política liberal, feminista e internacionalista britânica.
Tornou-se Secretária da National Union of Women's Suffrage Societies em 1907, serviu como Presidente da International Woman Suffrage Alliance de 1923 a 1946, depois Presidente Honorária da Aliança Internacional da Mulher. Além disso, foi Presidente Honorária também da British Commonwealth League.